# Maggie Smithová
Dame Margaret Natalie Smith, CH DBE  (28. prosince 1934 Romford, Essex, Anglie – 27. září 2024 Londýn), známá jako Maggie Smithová, byla britská herečka, držitelka dvou Oscarů, tří Zlatých glóbů, pěti cen BAFTA, čtyř cen Emmy a jedné ceny Tony.

## Životopis

### Osobní život
Narodila se sekretářce Margaret Huttonové (rozené Little) a patologovi Nathanielovi Smithovi. Má dva starší bratry, dvojčata Alistaira a Iana.
V roce 1967 se vdala za herce Roberta Stephense, se kterým má dva syny, oba herce – Chrise Larkina a Tobyho Stephense. V roce 1974 se rozvedli. O rok později se herečka znovu vdala za scenáristu a libretistu Beverleyho Crosse. Toto manželství skončilo v roce 1998 Crossovou smrtí.
V roce 2007 deník The Daily Telegraph zveřejnil, že jí byla diagnostikována rakovina prsu. V roce 2009 bylo oznámeno, že se zotavila.

### Kariéra
Svůj první film natočila v roce 1956. Zpočátku se věnovala spíše divadlu, hrála mj. Desdemonu v Othellovi, za jejíž filmové ztvárnění získala v roce 1965 svou první oscarovou nominaci. Svého prvního Oscara získala v roce 1969 za roli neortodoxní skotské učitelky ve filmu Nejlepší léta slečny Jean Brodieové (anglicky The Prime of Miss Jean Brodie), druhého o devět let později za roli Diany Barrieové ve filmu Apartmá v Kalifornii.
Mezi její další známé role patří matka představená v komedii Sestra v akci a jejím pokračování, Minerva McGonagallová ve filmovém zpracování románů o Harrym Potterovi, Charlotte Bartlettová ve filmu Pokoj s vyhlídkou ad.
V roce 1970 byla oceněna Řádem britského impéria (rytíř-komandér). V roce 1990 obdržela od královny Alžběty II. šlechtický titul dame (ženský ekvivalent sira) za zásluhy o umění.

## Filmografie
| Rok       | Film                                   | Role                            | Poznámky                  |
| --------- | -------------------------------------- | ------------------------------- | ------------------------- |
| 1956      | Child in the House                     | host na party                   | neobjevila se v titulcích |
| 1956      | Lilli Palmer Theatre                   | Paula Benson                    | 1 epizoda                 |
| 1958      | Nowhere to Go                          | Bridget Howardová               |                           |
| 1958–1960 | Armchair Theatre                       | Julie                           | 3 epizody                 |
| 1962      | Go to Blazes                           | Chantal                         |                           |
| 1963      | Vlivní lidé                            | slečna Meadová                  |                           |
| 1964      | The Pumpkin Eater                      | Philpot                         |                           |
| 1965      | Othello                                | Desdemona                       |                           |
| 1965      | Mladý Cassidy                          | Nora                            |                           |
| 1967      | Hrnec medu                             | Sarah Watkinsová                |                           |
| 1968      | Hot Millions                           | Patty Terwilliger Smith         |                           |
| 1969      | Nejlepší léta slečny Jean Brodieové    | Jean Brodieová                  |                           |
| 1969      | Jaká to rozkošná válka!                | hudební hvězda                  |                           |
| 1972      | Travels with My Aunt                   | teta Augusta                    |                           |
| 1973      | Láska a bolest a celá ta zatracená věc | Lila Fisherová                  |                           |
| 1976      | Vražda na večeři                       | Dora Charlestonová              |                           |
| 1978      | Smrt na Nilu                           | slečna Bowersová                |                           |
| 1978      | Apartmá v Kalifornii                   | Diana Barrieová                 |                           |
| 1981      | Quartet                                | Lois Heidlerová                 |                           |
| 1981      | Souboj Titánů                          | Thetis                          |                           |
| 1982      | Zlo pod sluncem                        | Daphne Castleová                |                           |
| 1982      | Misionář                               | lady Isabel Amesová             |                           |
| 1982      | Better Late Than Never                 | slečna Andersonová              |                           |
| 1983      | All for Love                           | Mrs. Silly                      | 1 epizoda                 |
| 1984      | Soukromá slavnost                      | Joyce Chilversová               |                           |
| 1984      | Zamilovaná Lily                        | Lily Wynnová                    |                           |
| 1985      | Pokoj s vyhlídkou                      | Charlotte Bartlettová           |                           |
| 1987      | The Lonely Passion of Judith Hearne    | Judith Hearneová                |                           |
| 1987      | Talking Heads                          | Susan                           | 1 epizoda                 |
| 1991      | Hook                                   | Wendy Darlingová                |                           |
| 1992      | Sestra v akci                          | matka představená               |                           |
| 1992      | Memento Mori                           | Mabel Pettigrewová              |                           |
| 1993      | Suddenly, Last Summer                  | Violet Venableová               |                           |
| 1993      | Sestra v akci 2                        | matka představená               |                           |
| 1993      | Tajemná zahrada                        | paní Medlocková                 |                           |
| 1995      | Richard III.                           | vévodkyně z Yorku               |                           |
| 1996      | Klub odložených žen                    | Gunilla Garson Goldberg         |                           |
| 1997      | Washingtonovo náměstí                  | Lavinia Pennimanová             |                           |
| 1999      | Poslední září                          | lady Myra Naylorová             |                           |
| 1999      | Čaj s Mussolinim                       | lady Hester Randomová           |                           |
| 1999      | Láska až za hrob                       | Lily Gale                       |                           |
| 1999      | David Copperfield                      | Betsey Trotwood                 |                           |
| 2001      | Gosford Park                           | Constance, hraběnka z Trenthamu |                           |
| 2001      | Harry Potter a Kámen mudrců            | Minerva McGonagallová           |                           |
| 2002      | Harry Potter a Tajemná komnata         | Minerva McGonagallová           |                           |
| 2002      | Podivná tajemství                      | Caro Eliza Bennettová           |                           |
| 2003      | Můj dům v Umbrii                       | Emily Delahunty                 |                           |
| 2004      | Harry Potter a vězeň z Azkabanu        | Minerva McGonagallová           |                           |
| 2004      | Dámy v letech                          | Janet Widdingtonová             |                           |
| 2005      | Univerzální uklízečka                  | Grace Hawkins                   |                           |
| 2005      | Harry Potter a Ohnivý pohár            | Minerva McGonagallová           |                           |
| 2007      | Harry Potter a Fénixův řád             | Minerva McGonagallová           |                           |
| 2007      | Vášeň a cit                            | lady Greshamová                 |                           |
| 2009      | Harry Potter a Princ dvojí krve        | Minerva McGonagallová           |                           |
| 2009      | Napříč časem                           | Linnet Oldknowová               |                           |
| 2010      | Kouzelná chůva a Velký třesk           | paní Dochertyová                |                           |
| 2010      | Harry Potter a Relikvie smrti – část 1 | Minerva McGonagallová           |                           |
| 2010–2015 | Panství Downton                        | Violet, hraběnka                | 52 dílů                   |
| 2011      | Harry Potter a Relikvie smrti – část 2 | Minerva McGonagallová           |                           |
| 2011      | Gnomeo & Julie                         | Lady Blueberry (hlas)           |                           |
| 2012      | Báječný hotel Marigold                 | Muriel Donnelly                 |                           |
| 2012      | Kvartet                                | Jean Horton                     |                           |
| 2014      | Podnájemnice                           | Mathilde Girard                 |                           |
| 2015      | Druhý báječný hotel Marigold           | Muriel Donnelly                 |                           |
| 2015      | Dáma v dodávce                         | slečna Shepherdová              |                           |
| 2018      | Sherlock Koumes                        | Lady Blueberry (hlas)           |                           |
| 2018      | Nothing Like a Dame                    | samu sebe                       | dokument                  |
| 2019      | Panství Downton                        | Violet, hraběnka                |                           |
| 2021      | Chlapec, kterému říkají Vánoce         | Ruth                            |                           |
| 2022      | Panství Downton: Nová éra              | Violet, hraběnka                |                           |